# Chiếc lexus và cây oliu
Chiếc lexus và cây oliu là một cuốn sách được xuất bản năm 1999 bởi Thomas L. Friedman mà thừa nhận rằng thế giới đang trải qua 2 cuộc tranh đấu lớn: xu thế vì sự phồn thịnh và phát triển, tượng trưng bởi chiếc Lexus, và khao khát giữ lại bản sắc và truyền thống, tượng trưng bởi cây ô liu. Ông nói rằng ông nhận ra điều này khi đang ăn trưa với hộp sushi trên tàu cao tốc Nhật Bản sau khi thăm một nhà máy Lexus và đọc một bài báo về cuộc xung đột ở Trung Đông.